# Eupithecia lugubris
Eupithecia lugubris es una especie de polilla de la familia Geometridae. La especie fue descrita por primera vez por William Warren habiendo sido descrita en 1907, con distribución en Perú. El holotipo de la especie fue descrita en los alrededores de Cushi, Huanuco, a una altitud de 1900 metros (6233,6 pies).

## Descripción
Es una polilla pequeña con una envergadura de unos 23 milímetros (0,9 plg). Las alas anteriores son de color gris pálido, cruzado por líneas gris más oscuras, formando rayas negruzcas a nivel de las venas. Cuenta con un punto discal oscuro. Las alas posteriores son más pálidas, cruzadas por líneas alternas de color gris oscuro, gruesas y delgadas, que se acentúan en el margen interno, mientras que la mitad costal es de un gris difuminado. La parte inferior de las alas es brillante, gris oscuro en las alas anteriores, gris blanquecino en las posteriores.
La cabeza, tórax y abdomen son gris pálido, con variaciones de color más oscuro.